# Ossonis sumatrensis
Ossonis sumatrensis là một loài bọ cánh cứng trong họ Cerambycidae.